# Anne-Marie Nzié
Anne-Marie Nzié (* 1931 oder 1932 in Lolodorf-Bibia; † 24. Mai 2016 in Yaoundé) war eine kamerunische Sängerin, die in ihrer Heimat große Popularität genießt und u. a. als „Goldene Stimme Kameruns“ und „Königinmutter des Bikutsi“ bezeichnet wird, da sie als eine Pionierin dieses Musikstils gilt. Sie verfügte über ein Songrepertoire in verschiedenen Landessprachen, das als stilistisch vielseitig gilt.

## Karriere

### Jugend und frühe Karriere
Anne-Marie Nzié wuchs als Tochter eines presbyterianischen Pfarrers in Bibia auf, einer Ortschaft in der Nähe der Stadt Lolodorf im Süden Kameruns, und sang als Kind vor allem im lokalen Kirchenchor. Im Alter von zwölf erlitt sie beim Mangopflücken einen schweren Unfall, der zu einem langen Krankenhausaufenthalt führte. Während dieser Zeit lernte sie von ihrem Bruder Moïse, der unter dem Namen Cromwell als Musiker aktiv war, das Spiel auf der Hawaii-Gitarre; außerdem trainierte sie ihre Gesangsstimme. Schon Ende der 1940er Jahre unterstützte sie mit ihrem Gitarrenspiel ihren Bruder bei gemeinsamen Auftritten. Im Jahr 1954 nahmen sie ihre erste gemeinsame Single namens „Ma Ba Nze“ für das kongolesische Opika-Label auf; weitere folgten. Nach dem Gewinn eines staatlich geförderten Gitarrenwettbewerbs, der vom deutschen Gitarristen und Komponisten Siegfried Behrend organisiert worden war, trat sie in der zweiten Hälfte der 1950er Jahre auch als Solosängerin mit ihrer Hawaii-Gitarre auf, was für eine Frau zu dieser Zeit in Kamerun sehr ungewöhnlich war. Begleitet wurde sie dabei lediglich von einem Banjo-Spieler bzw. später vom Gitarrenspieler Emmanuel Ntonga, dessen älteren Bruder sie 1958 heiratete.

### 1960 bis 1981
Anlässlich der Unabhängigkeit Kameruns im Januar 1960 trat Nzié zusammen mit den Makossa-Pionieren Nelle Eyoum und Ebanda Manfred für den ersten Präsidenten Ahmadou Ahidjo auf. In den nächsten Jahren entwickelte sich Nzié mit ihren Bikutsi-Songs zu einer der beliebtesten Sängerinnen ihres Landes, obwohl der Makossa in den sechziger und siebziger Jahren die dominante Musikrichtung darstellte. Insbesondere ihr Song „Dieu Merci“, in dem sie Gott für seine Unterstützung beim Unabhängigkeitskampf Kameruns und anderer afrikanischer Staaten dankte, wurde sehr populär. In der Folge bestand ein gutes Verhältnis zum diktatorisch herrschenden Präsidenten Ahidjo, der großen Wert auf patriotisch ausgerichtete Musik legte, während regierungskritischere Musiker häufig Zensurmaßnahmen und Repressalien ausgesetzt waren und teilweise ins Ausland auswichen. Ahidjo schickte Nzié auch als kulturelle Botschafterin ihres Heimatlands zu verschiedenen internationalen Musikveranstaltungen. Außerdem war sie die einzige Frau, die für das einheimische Africambience-Label in Douala aufnehmen durfte, bei dem zeitweise auch die Stars des Makossa-Musikstils, Manu Dibango und Francis Bebey, aufnahmen. Im Jahr 1968 unterschrieb sie in Paris einen Plattenvertrag beim französischen Label Pathé Marconi, das drei ihrer Alben produzierte. Bei dieser Gelegenheit nahm sie auch an den Aufnahmen zu einer Benefiz-EP der Welternährungsorganisation teil, auf der Künstler wie Gilbert Bécaud und Miriam Makeba verschiedene Interpretationen des Songs „Le Bateau Miracle“ präsentierten.
Es folgten Auftritte bei den großen panafrikanischen Musikfestivals PANAF, 1969 in Algier, und FESTAC, 1977 in Lagos. Ab 1979 war sie Mitglied des kamerunischen Nationalorchesters.

### 1982 bis 1999
Nach der Machtübernahme im Jahr 1982 durch den zweiten Präsidenten Kameruns, Paul Biya, wurde der Bikutsi-Musikstil stark gefördert. Im Jahr 1984 folgte die Aufnahme von Nziés Albums Liberté. Auf diesem befand sich mit dem gleichnamigen Song eine aktualisierte Version ihres Hits „Dieu Merci“, die sie Biya widmete, der sich im gleichen Jahr eines Putschversuches erwehren musste. Der Song, der erneut die Unabhängigkeit Kameruns thematisierte, entwickelte sich in den folgenden Jahrzehnten zu einer inoffiziellen Hymne der jährlichen Unabhängigkeitsfeiern. Doch auch die Opposition bediente sich mehrfach des Songs. So wurde er bspw. einige Jahre später – mit geändertem Text und gegen den Willen der regierungsfreundlichen Künstlerin – von der Oppositionspartei SDF um John Fru Ndi im Wahlkampf gegen die Regierung eingesetzt.
Nzié zog sich trotz des Erfolges aus dem Musikgeschäft zurück. Als sie Mitte der 1990er Jahre zu verarmen drohte, organisierte der befreundete Radiojournalist René Ayina im Jahr 1996 einige Konzerte, die zu großer Resonanz führten. Im Jahr 1998 brachte sie schließlich, unter Mitwirkung der Sängerin Coco Mbassi (* 1969), ihr erstes Album seit vierzehn Jahren, Béza Ba Dzo, heraus, auf dem sie Elemente des Bikutsi-Musikstils mit Einflüssen von Jazz, Blues und lateinamerikanischer Musik verband. In den nächsten Monaten tourte sie u. a. durch Frankreich und Deutschland und trat bspw. beim Weltmusik-Festival Musiques Métisses im französischen Angoulême und beim Moers Festival auf.

### 2000 bis heute
Im Jahr 2008 wurde sie in ihrem Heimatland – anlässlich ihres 60-jährigen Bühnenjubiläums – im Auftrag des Präsidenten mit einer Reihe von Veranstaltungen geehrt und vom Ministerpräsidenten empfangen. Außerdem stellte man ihr ein Haus in ihrem Heimatdorf und einen PKW zur Verfügung. Bereits im Jahr 2001 hatten die kamerunischen Behörden sie, in Anerkennung ihres künstlerischen Lebenswerkes, mit einem Geldpreis ausgezeichnet und ihr ein Haus in Jaunde geschenkt, nachdem sie, neben den Politikerinnen Josepha Mua und Gwendoline Burnley, zu einer der drei „Frauen des 20. Jahrhunderts“ Kameruns gekürt worden war.
Im Jahr 2009 verstarb mit Pascal Onana ein langjähriger Weggefährte, der sie dreißig Jahre lang als Gitarrenspieler begleitet hatte. 2010 kündigte Nzié an, ein neues Album aufnehmen zu wollen. Im gleichen Jahr präsentierte Nzié erneut ihren Song „Liberté“ bei verschiedenen Konzerten anlässlich der Feierlichkeiten zum fünfzigsten Jahrestag der kamerunischen Unabhängigkeit.

## Diskografie (Auswahl)
Solo-Alben
- Liberté (1985, Pathé Marconi)
- Béza Ba Dzo (1998, Indigo)